# Gaston Philips
Gaston Philips, né le 11 mars 1884 et mort le 21 février 1951, est un banquier et homme politique catholique belge. 
Philips travailla comme agent de change, puis comme banquier (Banque G. Philips & Cie, Crédital général de Belgique, Banque agricole de Tirlemont); on lui attribue un rôle douteux dans la liquidation de la Middenkredietbank, une banque du Boerenbond, qui croula en 1936.  
Philips avait été condamné par la 4e Chambre de la Cour d'Appel de Bruxelles pour manœuvres frauduleuses, détournements de fonds et faux bilans en tant qu'administrateur de la Compagnie Agricole et Hypothécaire Argentine, et cela, au profit de la Caisse des propriétaires où il avait également des intérêts.
En 1979, ses archives (devenues illisibles par l'humidité) furent découvertes dans un coffre, enseveli dans une cave de son pavillon de chasse à Opheylissem.
Il fut créé commandeur de l'Ordre de Saint-Grégoire-le-Grand.

## Fonctions et mandats
- conseiller communal (1921) et bourgmestre de Goetsenhoven
- Sénateur : 1930-1936 : sénateur provincial de la province de Brabant, en suppléance de Auguste de Becker Remy

## Sources
- Sa bio sur ODIS
- LES INTERVENTIONS DE CRISE ET LES COLLUSIONS POLITICOFINANCIERES EN BELGIQUE ENTRE 1930 ET 1940, Henriette SCHOETERS, ULB